# Thiania jucunda
Thiania jucunda är en spindelart som beskrevs av Tord Tamerlan Teodor Thorell 1890. Thiania jucunda ingår i släktet Thiania och familjen hoppspindlar. Inga underarter finns listade i Catalogue of Life.